# 黃克念
黃克念（1546年—？），字睿卿，號思軒，河南歸德府寧陵縣人，軍籍，明朝政治人物。

## 生平
隆庆四年（1570年）庚午科河南鄉試第二十六名舉人。隆慶五年（1571年）中式辛未科會試第二百八十八名，三甲第九十九名進士。大理寺觀政，授内黄县知县，萬曆三年（1575年）升吏部主事，六年养病。九年复除本部，十一年歷升吏部文选司员外郎，升郎中，十四年调文选司，万历十五年（1587年）三月升太常寺少卿，十二月升右通政，十六年升左通政，十七年四月以病乞休。

## 家族
曾祖黃綬；祖父黃榜；父黃卷，貢士。母王氏。具庆下。弟克嶷、克壮、克家。